# Xocotla, Huatusco
Xocotla är en ort i Mexiko.   Den ligger i kommunen Huatusco och delstaten Veracruz, i den sydöstra delen av landet, 230 km öster om huvudstaden Mexico City. Xocotla ligger 1 196 meter över havet och antalet invånare är 110.
Terrängen runt Xocotla är kuperad, och sluttar österut. Runt Xocotla är det ganska tätbefolkat, med 139 invånare per kvadratkilometer. Närmaste större samhälle är Huatusco de Chicuellar, 2,4 km nordväst om Xocotla. I omgivningarna runt Xocotla växer i huvudsak städsegrön lövskog.